# Maria Moninckx
Maria Moninckx (L'Aia, 22 aprile 1673 o 1676 – Amsterdam, 26 febbraio 1757) è stata una pittrice e illustratrice olandese specializzata in pittura floreale.

## Biografia

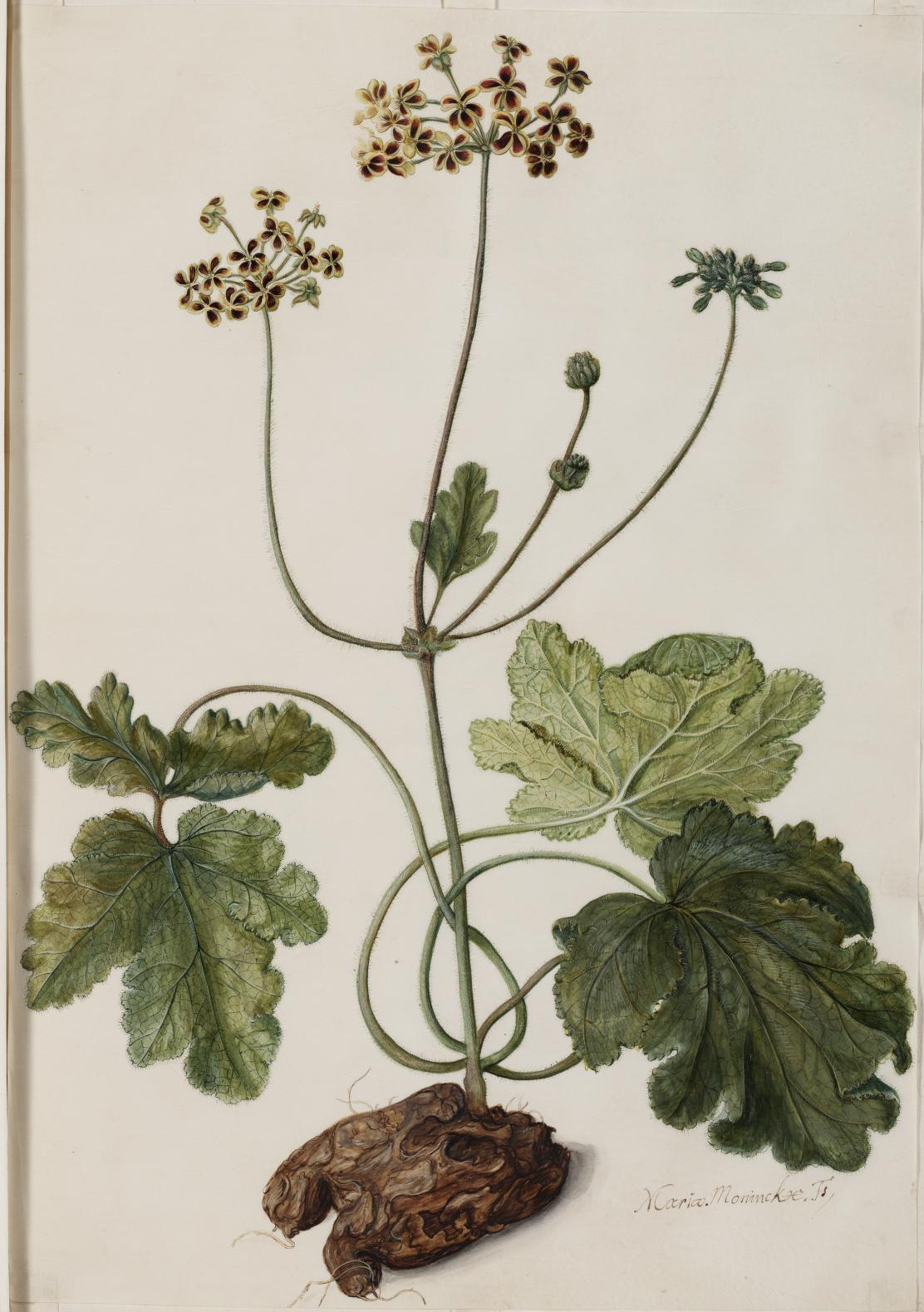
Pelargonium lobatum (Burm.f.) Willd. - dall'Atlante Moninckx

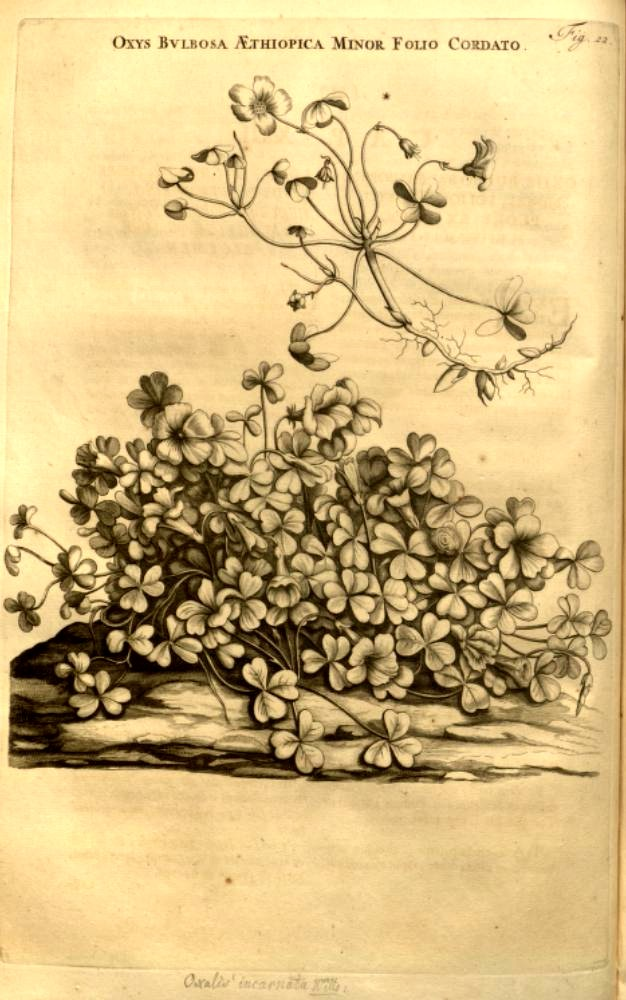
Oxalis incarnata L. o Oxys bulbosa (1697)

Era figlia del pittore Johannes Moninckx (1647-?) e di Ariaentje Pieters. La sua data di nascita è incerta in seguito ad una discrepanza tra gli atti di nascita e di matrimonio: risulta infatti che il 22 aprile 1673 nacque all'Aia una Maria Moninckx, ma ella dichiarò al momento del matrimonio, avvenuto il 18 aprile 1723 con il quarantaseienne uomo d'affari Martinus de la Ruel, di avere 47 anni.
È possibile che la bambina nata nel 1673 fosse una sorella maggiore morta in tenera età.
Maria, dunque, apparteneva ad una dinastia di pittori e pittrici: i nonni erano Cornelis Moninckx e Maria Ter Borch, sorella di Gesina ter Borch, figlia di Gerard ter Borch, la zia Machtelt Moninckx aveva sposato Paul Dinant, lo zio Pieter Moninckx aveva sposato Judith van Nieulandt, erede di una dinastia di pittori. Persino il marito Martinus de la Ruel proveniva da una famiglia di artisti.
Anch'ella quindi si dedicò a questa professione. Lavorò come pittrice floreale assieme a Jan Moninckx (1653-1708), il cui rapporto di parentela con Maria non è noto.
Inoltre eseguì 101 illustrazioni per l'Atlante Moninckx, un atlante contenente acquerelli riproducenti piante e fiori dell'Orto botanico di Amsterdam (1686-1749), collaborando con Alida Withoos, Johanna Herolt-Graff e lo stesso Jan Moninckx, che realizzò la maggior parte dei disegni. Furono eseguiti in totale 425 acquerelli di piante esotiche provenienti dall'Asia, Sud America e Sudafrica. Questi acquerelli furono in parte utilizzati come modelli per i fogli stampati nel catalogo in due volumi delle piante dell'Orto botanico di Amsterdam, il Horti Medici Amstelodamensis rariorum historia plantarum di Jan e Caspar Commelin.
Il pagamento del lavoro avvenne quasi esclusivamente tramite Jan Moninckx e consisteva di quattro fiorini per disegno. Risultano solo due pagamenti fatti direttamente a Maria, rispettivamente di dodici fiorini nel 1709 e di otto nel 1724.
Collaborò inoltre alla documentazione della collezione di piante esotiche di Agnes Block, presso la tenuta Vijverhof.
È documentata la presenza di fiori su pergamena di Maria Moninckx in un atlante di A. van de Mieden del 1802 a L'Aia.

## Opere
- Serie di 101 acquerelli riproducenti piante e fiori per l'Atlante Moninckx[4]